# 綠黨
绿党是一個以綠色政治為訴求的國際政黨。綠色政治有三个基本目标：和平主义、社会公义（许多绿党尤其强调原住民的权利）和环境保护。綠黨支持者認為實現綠色政治可以讓世界更健康，而他们往往为建立生态保护区付諸實際行動，反对建立在對生态破坏上的经济發展策略。

## 定义

### 绿党
有些国家的绿党并不自稱绿党，但他们也屬於绿党的范畴。绿党一般有以下两个特征：首先绿党的党章中有下述四个目标（即綠黨四大支柱，德國綠黨在1979至1980年創黨時提出）：环境保护（保存生态平衡）、公正（社会责任感）、草根民主（成員直接參與決策）和和平（无暴力主义）。其次绿党一般采纳共识决策法来决定他们的政治目标。通常绿党与綠化的政黨最大的差别在于綠黨要求社会公正和世界和平。

### 绿色运动
绿党是绿色运动的一部分，但不是这个运动唯一的一部分。这个绿色运动的主要目标是改革社会来让它不像现在这样滥用自然資源。一个不属于绿党，但非常知名的绿色运动的成员是绿色和平组织。它与许多其它绿党一样是在1970年代成立的，和绿党有一些相同目标，但使用其它的手段和组织方式来达到他们的目标。

## 歷史
1972年3月在澳大利亚第一个绿党成立：塔斯马尼亚團結組織（1972年4月參加塔斯马尼亚州地方議會選舉）。几乎同时，在加拿大成立的小党有类似的章程。1972年5月在新西兰惠灵顿成立的价值党（1972年5月參加國會選舉）是世界上第一个全国性的绿党。
歐洲第一個綠黨是1972年在瑞士纳沙泰尔州成立的民間環境運動，而歐洲第一個全國性綠黨是1973年2月在英國成立的人民黨（隨後改為生態黨和英國綠黨）。
绿党的名称来自于德国绿党，德国绿党是1980年正式成立的。这些早期绿党的章程逐渐地演变为今天全世界绿党的章程。

### 绿党的成长和成熟
一般绿党都是从基层开始发展的，从一个区发展到一个市，发展到一个地区，一直发展到全国性的。他们一般维持这个发展过程中所必要的共识决策法。他们往往在地区占据其它党派没有占据的题目而获得选举胜利。
德国绿党是第一个在全國性选举中进入国会的绿党。他们反对核技術、反对中央集权和支持和平主义。他們1980年創黨，1983年进入德国联邦议会，在德國州政府中他们从1990年代初开始就已经成為执政党联盟的一員。从1998年他们与德国社会民主党一起组织了一个联邦红绿联盟政府。2001年他们达到了在德国停止使用核电站的目标。同年他们决定留在施羅德領導的聯合政府中，支持德国加入2001年阿富汗战争。这使得他们与自己的和平主义的目标发生了冲突，但同时也显示了他们有政治妥協的靈活度。
1995年，芬蘭綠色聯盟入閣，成為歐洲第一個進入中央政府的綠黨。其它參與過中央行政機關的綠黨有比利時的比利時綠黨和生態黨，以及法國綠黨。1990年荷蘭的四個綠色左派小黨合併成綠色左派，已成為國會中的一股勢力。愛爾蘭綠黨在2010年3月時，擁有六席下議院席次，也是聯合政府的成員。
綠黨過去30年內在世界各地快速成長，組織遍布大部分民主國家，包括加拿大、秘魯、挪威、南非、愛爾蘭、蒙古，而且在中央和地方層級都有綠黨推出的公職人員。
大部分綠黨都以贏得選舉為目標，所以會按照選區設置基層組織。但阿拉斯加綠黨實行生態區域主義，按照生態區的劃分設置基層組織。

## 绿党的政治

### 价值观和道德观
绿黨参加竞选并试图在他们的国家内影响法律制订。因此他们不提倡消除法律或国家的权力机关，他们也不反对使用暴力来维持法律的执行。但他们认为通过和平、非暴力的方式来维持法律的执行比通过暴力的手段要好。
绿党一般不要求中央集权地管理一个国家的资本，绿党一般要求将公共财富与私人企业彻底分开。他们认为高的能源和原材料价值可以迫使私人企业寻找更有效的生产方式。绿党一般反对对私人企业的资助。只有在提供科研资金来研究更有效的生产技术的方面他们赞同国家对私人企业的资助。
在国际上，全球绿党宣言中提出所有绿党应该遵守的六个基本原则。

### 政策立場
绿党支持環境主義、女性主義、左派自由主义和自由社会主义，有时甚至自由生存主义。一般来说绿党反对低的化石燃料价格、无标志的基因工程生物和使得被保护的生态区域失去其保护的税收、贸易和其它收费。

### 联盟
绿党的特点是它们对生态学的重视和它们非中央集权的组织方式。随地方特性的不同它们的重点、平台和联盟也可能不同。
一般来说它们与当地的生态学家、环境保护者和左派政党以及和平组织和人权组织联盟。
一个红绿联盟是一个绿党与一个社会民主党的联盟。这两个党可能在选举中联盟，或在选举后联盟组织一个政府。
绿党联盟的原因和内容有：
- 选举
- 土地改革
- 贸易安全
- 原住民
- 物种灭绝
- 雨林摧毁
- 生物工程安全性
- 生物工程保密性
- 健康保密性
- 环保主义

在生态学、物种灭绝、生物工程安全性和保密性、贸易安全和健康保密性方面所有的绿党多少意见相同。但不同的国家和文化的绿党按其生态环境和需要得不同也有非常大的差异。

### 全球化
在过去30年中在全世界几乎所有的民主国家中都有绿党成立：从加拿大到秘鲁，从挪威到南非，从爱尔兰到蒙古。许多国家中的绿党参加国家、地区或地方政府或议会。
大多数绿党是为了赢得竞选而成立的。但这也有例外。

### 全球性的集会
世界各地的绿党不断加强它们之间的合作。2001年在澳大利亚堪培拉举行了第一次全球性的集会。在非洲绿党的建议下它们决定在2006年前在非洲进行下一次聚会。
最早的绿党网络在1990年就已经建立了。1992年5月30日至31日在巴西里约热内卢就已经进行了世界上第一次聚会。在这次聚会上决定成立一个绿党指导委员会，每个洲派2名委员。1993年这个指导委员会在墨西哥城第一次聚会。会上决定建立一个全球性的绿党网络，包括全球性的绿党年历、BBS和目录。这个目录在此后数年中多次被扩大。1996年全球69个绿党一齐发表声明抗议法国在南太平洋进行核武器试验，这是绿党第一次全球性地发表统一的声明。1997年12月它们再次统一就京都气候协议发表声明。
2001年的堪培拉聚会上72个国家的绿党代表通过了全球綠色憲章。这个章程包含六个基本原则。此后每个绿党可以讨论和采纳这六点。有些绿党将它们放在自己的新闻公报中，有些放在自己的网页上，有些将它们加入自己的章程和声明中。这些过程都是逐渐进行的，在网上各个绿党之间也在互相讨论它们的进展过程。
聚会上也通过了组织性的问题。在聚会上一致决定建立一个全球绿党网络（GGN），每个绿党派三个代表参加全球绿党网络。与此同时还成立了一个辅助性的组织：全球绿党协调（GGC）。这个协调由每个绿党联合（非洲、欧洲、美洲、亚洲和太平洋地区）派三名代表。在堪培拉聚会前一些绿党就已经开始讨论组织问题了。全球绿党协调主要以电子信件的方式来交换意见。全球绿党协调的决定必须代表所有绿党的一致意见。全球绿党协调的任务是确定所有绿党可能可以参加的全球性的运动。全球绿党协调可以认可单个绿党的声明。比如全球绿党协调曾经认可过一个美国绿党就以色列-巴勒斯坦争端的声明。
全球绿党集会为各地绿党提供了一起组织运动的机会。比如新喀里多尼亚绿党、当地原住民领袖、法国绿党和澳大利亚绿党一起为保护新喀里多尼亚的珊瑚礁发动了当地珊瑚礁列入世界遗产的运动。

### 全球绿党会议
除全球绿党集会外绿党还组织全球性的会议。比如在约翰内斯堡的可持续发展世界首脑会议边上来自澳大利亚、台湾、韩国、南非、毛里塔尼亚、乌干达、喀麦隆、塞浦路斯、意大利、法国、比利时、德国、芬兰、瑞典、挪威、美国、墨西哥和智利的绿党开了一次会议。

### 全球绿党网站
全球绿党协调负责组织的全球绿党网站是其加深各地绿党之间的联系和建立全球性的运动的一个平台。

### 绿党联盟
全球绿党的成员按四个洲组合成联盟：
- 非洲绿党联盟
- 美洲绿党联盟
- 亞太綠黨聯盟
- 欧洲绿党联盟

2004年2月22日欧洲的绿党在欧洲议会中结合成一个欧洲绿党，它们共同以一个党的形式参加2004年6月的欧洲议会竞选。

## 各国的绿党
以下列表并不完全，列表是按英语国家或地区名称字母顺序列的。
- ：澳大利亚绿党（Australian Greens）
- 奥地利：绿党—绿色替代（Die Grünen - Die Grüne Alternative）
- 比利时
  -  ：比利時綠黨（Groen）
  -  法語社群：比利時生態黨（Ecolo）
- 巴西：巴西綠黨（Partido Verde）
- 加拿大：加拿大綠黨（Green Party of Canada / Parti vert du Canada）
- 捷克：捷克綠黨（Strana zelených）
- 丹麦：丹麦替代党（Alternativet）
- 欧盟：歐洲綠黨（European Green Party）
- 芬兰：綠色聯盟（Vihreä Liitto / Gröna förbundet）
- 法國：生態主義者—歐洲生態綠黨（Les Écologistes – Europe Écologie Les Verts）
- 德国：联盟90/绿党（Bündnis 90 / Die Grünen）
- 匈牙利：LMP—匈牙利绿党（LMP – Magyarország Zöld Pártja）
- 冰島：左翼—綠色運動（Vinstrihreyfingin – grænt framboð）
- 爱尔兰：爱尔兰绿党（Irish Green Party / Comhaontas Glas）
- 日本：綠黨Greens Japan（緑の党グリーンズジャパン）
- 墨西哥：墨西哥生态主义绿党（Partido Verde Ecologista de México）
- 蒙古国：蒙古绿党（Монголын Ногоон Нам）、公民意志-綠黨（Иргэний Зориг-Ногоон Нам）
- 荷蘭：荷兰绿色左派（GroenLinks）
- 新西兰：奥特亚罗瓦新西兰绿党（Green Party of Aotearoa New Zealand）
- 菲律賓：菲律宾绿党（Green Party of the Philippines）
- 波蘭：波兰绿党（Zieloni）
- 葡萄牙：生态主义党“绿党”（Partido Ecologista "Os Verdes"）
- 俄羅斯：俄罗斯生态党“绿党”（Российская экологическая партия «Зеленые»）
- 南非：南非绿党（Green Party of South Africa）
- ：綠色黨（녹색당）
- 西班牙：西班牙生态党（Verdes Equo）
- 瑞典：綠色環境黨（Miljöpartiet de Gröna）
- 瑞士：瑞士綠黨（Grüne Partei der Schweiz / Les verts - Parti écologiste suisse）
- 中華民國（臺灣）：台灣綠黨（Green Party Taiwan）
- 英国
  -  英格兰和威爾斯：英格兰和威尔士绿党（Green Party of England and Wales）
  -  苏格兰：苏格兰绿党（Scottish Green Party）
  - 北爱尔兰：北愛爾蘭綠黨（Green Party Northern Ireland）
- 美国：美国绿党（Green Party of the United States）
- 全球：全球绿党（Global Greens）

## 外部連結
- Globalgreens.info （页面存档备份，存于） 各國綠黨資訊
- 全球绿党网站 （页面存档备份，存于），世界各国绿党网站